# عداء المقدمة
عدَّاء المُقدمة (بالإنجليزية: The Front Runner)‏،فيلم دراما سيرة ذاتية للمخرج جيسون رايتمان ومن كتابة مات باي.يروي الفيلم قصة صعود السيناتور الأمريكي غاري هارت الذي حاول الترشح للرئاسة الأمريكية 1988 ممثلاً عن الحزب الديمقراطي وسقوطه بعد فضيحة جنسية.الفيلم من بطولة هيو جاكمان بدور هارت بالأشتراك مع ألفريد مولينا،جي كي سيمونز وفيرا فارميغا.
عرض الفيلم لأول مرى في مهرجان تيلورايد السينمائي في 31 أغسطس 2018، ومن المقرر عرضه في الولايات المتحدة يوم 6 نوفمبر 2018 من قبل شركة كولومبيا بيكتشرز،
```
حصد الفيلم تعليقات إيجابية من النقاد واشادوا بأداء جاكمان.
[
5
]
```

## ملخص الفيلم
يرصد الفيلم حملة السيناتور الأمريكي غاري هارت الرئاسية خلال عام 1988، والتي تخرج عن مسارها تمامًا حين ينكشف أمره في فضيحة جنسية.

## طاقم العمل
- هيو جاكمان بدور غاري هارت
- فيرا فارميغا بدور لي هارت
- جي كي سيمونز بدور بيل ديكسون
- ألفريد مولينا بدور بن برادلي
- سارا باكستون بدور دونا رايس
- بيل بور بدور جيم مكجي.
- مولي افرايم بدور إيرين كيلي
- آري جرينور بدور آن دفروي
- كايتلين ديفير بدور ندريا هارت

## روابط خارجية
- عداء المقدمة على موقع IMDb (الإنجليزية)
- عداء المقدمة على موقع ميتاكريتيك (الإنجليزية)
- عداء المقدمة على موقع روتن توميتوز (الإنجليزية)
- عداء المقدمة على موقع نتفليكس (الإنجليزية)
- عداء المقدمة على موقع ألو سيني (الفرنسية)
- عداء المقدمة على موقع Turner Classic Movies (الإنجليزية)
- عداء المقدمة على موقع بوكس أوفيس موجو (الإنجليزية)
- عداء المقدمة على موقع فيلمافينيتي (الإسبانية)
- عداء المقدمة على موقع قاعدة بيانات الفيلم (الإنجليزية)
- عداء المقدمة على موقع ليتربوكسد (الإنجليزية)